# Конгривове ракете
Конгривове ракете (енгл. Congreve rocket), рано британско ракетно оружје коришћено у 19. веку.

## Историја
Британске колонијалне трупе су у Мајсорским ратовима претрпеле велике губитке од индијске ракетне артиљерије у борбама око града Шрирангапатама (1792. и 1799). Инспирисан индијским ракетама, британски официр Виљем Конгрив (1772-1828) приступио је изради ракета у британском арсеналу у Вулиџу. Прве Конгривове ракете, израђене 1805, тежине 3 кг и домета око 1.800 м, имале су тело од хартије напуњено црним барутом. Конгрив је затим конструисао неколико врста ракета, које су први пут испаљене са бродова приликом опсаде Булоња на Мору (1806) при чему је са око 2.000 ракета изазван велики пожар. Све те ракете имале су метално тело испуњено црним барутом као погонским горивом, бојеву главу са запаљивом смешом, штап за стабилизацију и домет од 1.600 до 4.500 м. Наредне године при опсади Копенхагена (1807) употребљено је скоро 25.000 ракета и град је скоро потпуно уништен пожаром. Британци су користили морнаричке и копнене ракетне батерије у свим каснијим борбама, а 1813. формирају ракетни корпус, који се истакао у бици код Лајпцига (1813). После Наполеонових ратова, по угледу на Британце, Русија, САД и Египат формирале су ракетне јединице.

### Усавршавање
Конгривове ракете усавршио је 1846. Британац Вилијам Хејл (енгл. William Hale), који је израдио прве ракете са жироскопском стабилизацијом. Ротација је постигнута додавањем повијених лопатица на излазном отвору ракете. Конгривовим ракетама биле су наоружане ракетне јединице све до 1860. Увођењем изолучене артиљерије далеко већег домета (после 1858), ракетне јединице постепено су укинуте. Ракете Конгривовог типа последњи пут су употребљене у Англо-зулском рату (1879) и од стране Руса у Туркестану (1881).